# Енцо Бентивольо
Енцо Бентивольо (на италиански: Enzo Bentivoglio (* ок. 1575, Ферара, Херцогство Ферара, † 25 ноември 1639, Рим, Папска държава) е маркиз на Гуалтиери (1619 – 1634) и маркиз на Скандиано (1634 – 1639).

## Произход
Той е син на Корнелий I Бентивольо (* 1519, † 1585), маркиз на Гуалтиери, и на съпругата му Изабела Бендидио (* 1546, † сл. 1610), певица и аристократка. Има пет братя и една сестра: 
- Анибале (* ок. 1575, † 1595 в битка във Фландрия);
- Джовани (* 1576, † 1610), рицар на Малтийския орден от 1582 г., военен на служба в Испания;
- Гуидо (* 1579, † 1644), кардинал на Светата римска църква;
- Брат (* 1582)
- Брат (* 1583)
- Джиневра († 28 септември 1651), графиня на Монтекиаруголо като съпруга на Пио I Торели д'Арагона Висконти, и господарка на Ураго д'Ольо като съпруга на Маркантонио Мартиненго.

Има и  двама полубратя и една полусестра от първия брак на баща си, сред които неговия предшественик Иполит I.

## Биография
По време на обучението си във Ферара получава образование в областта на литературата, изкуствата и рицарските упражнения.
След предаването на властта на Ферара през 1598 г. маркиз Иполит I Бентивольо, негов полубрат, последва херцог Чезаре д’Есте в Модена в качеството си на командир на милициите на Есте. Енцо, заедно с братята си Гуидо и Джовани обаче остават във Ферара, като все още поддържат добри отношения с Дом Есте.
Призован е от папа Климент VIII да бъде част от градските съветници и в тези редици винаги заема важни позиции.
През 1601 г. промотира Академия дели Интрепиди във Ферара. 
На 10 май 1602 г. се жени за Катерина Мартиненго Колеони, от която има единадесет деца.
През 1608 г. е посланик в Рим на общността на Ферара. През същата година предлага да си върне долините и земите на Ферара между река По и канала Тартаро до границите с териториите на Верона и Мантуа. Папа Павел V на 17 февруари 1609 г. разрешава работата по рекултивацията, която продължава десетилетия и е много скъпа. За да финансира работата, Енцо създава заложна къща с папска концесия.
През 1613 – 1615 г. построява манастир за Отците капуцини. През 1619 г. наследява своя полубрат Иполит I в управлението на Маркграфство Гуалтиери. Подобно на баща си Корнелий и на своя полубрат, Енцо също се ангажира да превърне град Гуалтиери във важен център на Маниеризма.
През 1620 г. семейство Есте му дава моденско гражданство. 
През 1634 г. разменя Маркграфство Гуалтиери с това на Скандиано. Във феодалното владение на Скандиано семейство Бентивольо възстановява крепостта Боярдо, като започва работа по завършването ѝ, която обаче не е последвана.
Енцо Бентивольо, който е писател и поет, умира в Рим на 25 ноември 1639 г. и е погребан във Ферара в църквата „Свети Маврелий епископ и мъченик“.

## Брак и потомство
∞ 10 май 1602 за Катерина Мартиненго Колеони, дъщеря на Франческо Мартиненго Колеони и Беатриче Лангоско, от която има седем сина и четири дъщери:
- Корнелий II Бентивольо (* 24 декември 1606, † март 1663, Санта Фиора), 4-ти маркиз на Скандиано (1639 – 1643), маркиз на Маляно (1661 – 1663), ∞ 1. за Анна Строци (* ок. 1610, † 1636), от която има двама сина 2. за Костанца Сфорца ди Санта Фиора († 1695), от която няма деца
- Беатриче Бентивольо, ∞ 4 декември 1627 за Асканио Пио ди Савоя (* 1588, † 7 октомври 1649 г.), от когото има деца;
- Изабела Бентивольо, ∞ за граф Чезаре Мости Естензе;
- Мария Бентивольо († 9 февруари 1690), монахиня в манастира „Света Катерина“, игуменка, мъченица с името „сестра Мария Луцида“;
- Ермес Бентивольо († 1655), военен, маршал на Франция
- Франческо Бентивольо († 1655), военачалник, служил във Фландрия в служба на краля на Испания;
- Анибале Бентивольо († 21 април 1663), ∞ за Семидеа Лени († ок. 1633) на 5 март 1626; овдовява и става религиозно лице; титулярен архиепископ на Тива от 6 март 1645 г., апостолически нунций във Флоренция от 20 април 1645 г. до ноември 1652 г.
- Джовани Бентивольо (* 20 октомври 1611, † 25 май 1694), приор на Сан Романо във Ферара и абат на Санта Мария ин Козмедин в Равена, живял във Франция;
- Сципион Бентивольо (*/† октомври 1620)
- Гуидо Бентивольо (* 8 януари 1624, † 1 февруари 1676), член на Театинския орден, епископ на Бертиноро 1660;
- .... Бентивольо, монахиня с името „сестра Анна Мария“.